# Cathexis vitticollis
Cathexis vitticollis là một loài bọ cánh cứng trong họ Cerambycidae.